# Pompiers de Gand
Les pompiers de Gand ou service d'incendie de Gand, (en néerlandais : Brandweer Gent) désignent le corps de pompiers qui défendait la ville de Gand (Province de Flandre-Orientale, Belgique) de sa fondation officielle le 2 février 1809 par un décret impérial de Napoléon Bonaparte, à son intégration dans la zone de secours Flandre-Orientale Centre, le 1er janvier 2015, à la suite de la réforme de la sécurité civile belge.
Jusqu'alors, c'était l'un des cinq corps de classe X du pays (avec Anvers, Bruxelles, Charleroi et Liège), composé de pompiers professionnels répartis dans 5 casernes et postes avancés.

## Histoire

### Origines et création: période française et néerlandaise

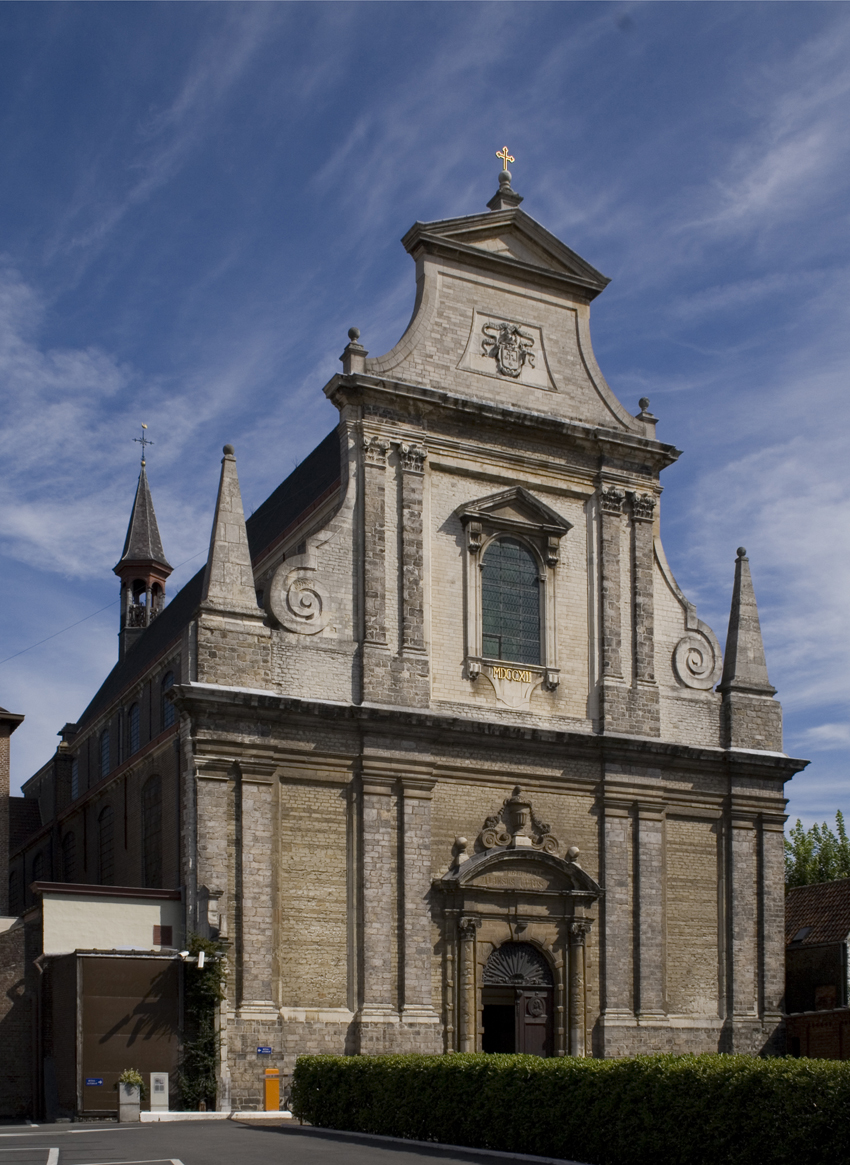
La « garde municipale », l'ancêtre du corps des pompiers, était logée dans le couvent des Carmes déchaux, dans la Burgstraat.

Le premier véritable corps de pompiers de Gand est créé après l'annexion des Pays-Bas autrichiens à la première République française et à l’intégration de la ville au département de l'Escaut, lors de la période française de l'histoire de Belgique. En effet, le 8 mai 1804, une « garde municipale » est mise sur pied par le conseil communal, inspirée par les exemples de Bruxelles et de Paris. Elle est à la fois chargée du maintien de l'ordre public et de la lutte contre l'incendie. A cet effet, elle centralise l'ensemble du matériel de lutte contre l'incendie à l'hôtel de ville de Gand et est armée de fusils et de canons, suivant une hiérarchie militaire. Composée à l'origine de 60 hommes, elle est portée à 100 hommes, logés dans le couvent des Carmes déchaux, dans la Burgstraat, dont les anciens occupants ont été chassés par les révolutionnaires français et les biens religieux confisqués au nom du peuple.
Dès 1805, la garde est remplacée par la « compagnie de la réserve » qui, outre la lutte contre l'incendie, assure la garde de la prison et de la préfecture, y compris en dehors de la ville. Cette compagnie compte 160 hommes et est logée dans le couvent des Capucins, sur le Brabantdam, aujourd'hui devenue la chapelle Saint-Christophe. La même année, les veilleurs de nuit sont également rétablis. Ils sont désormais responsables de l'alerte en cas d'incendie pendant la nuit, puisque, le jour, cette mission incombait aux forces de police. 
Fort de ces premières expériences, le conseil municipal décide de créer un corps de « Gardes-Pompiers » le 15 mai 1808, et un règlement est établi, en français, par le bourgmestre Pierre Joseph Pycke le 11 août. Le 2 février 1809, les autorités de la ville reçoivent l'approbation de Napoléon Ier, de changer le nom de l’institution par un décret impérial. Le premier chef de corps, le capitaine Caron, est nommé le 9 mars 1810.
En 1814, les Français sont chassés de la ville et, dès l'année suivante, Gand est intégrée au Royaume uni des Pays-Bas. Dans la nuit du 30 au 31 mai 1829, alors qu'un bal est donné en l'honneur de la visite du roi Guillaume Ier, une explosion suivit d'un incendie majeur se produit dans la filature de coton « Hendrickx et Couvreur » située dans le château des comtes de Flandre.

### Période belge

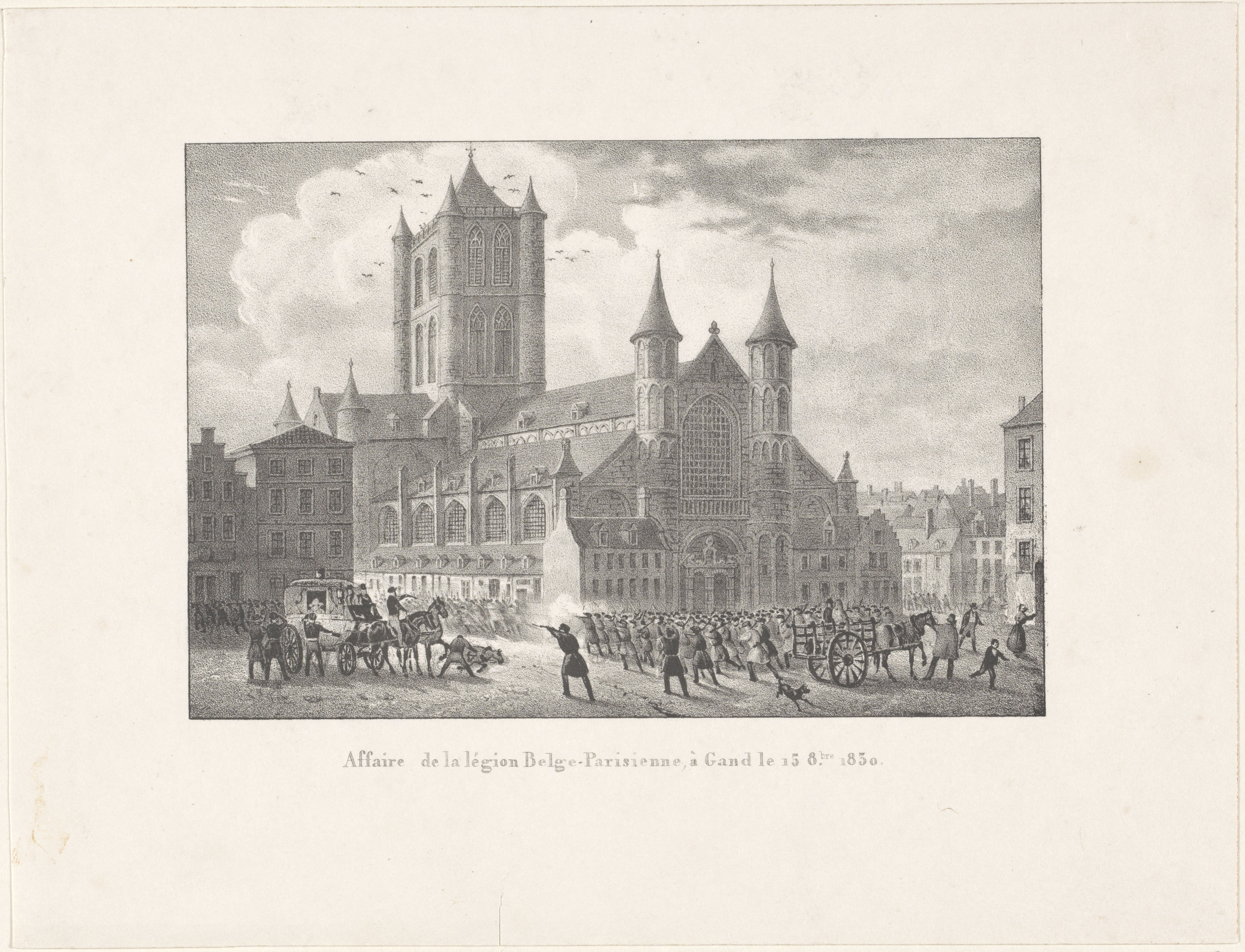
Combats du 15 octobre 1830 devant l'église Saint-Nicolas de Gand, lors de la prise de la ville par les volontaires de la légion belge parisienne et les forces néerlandaises, dont les pompiers.

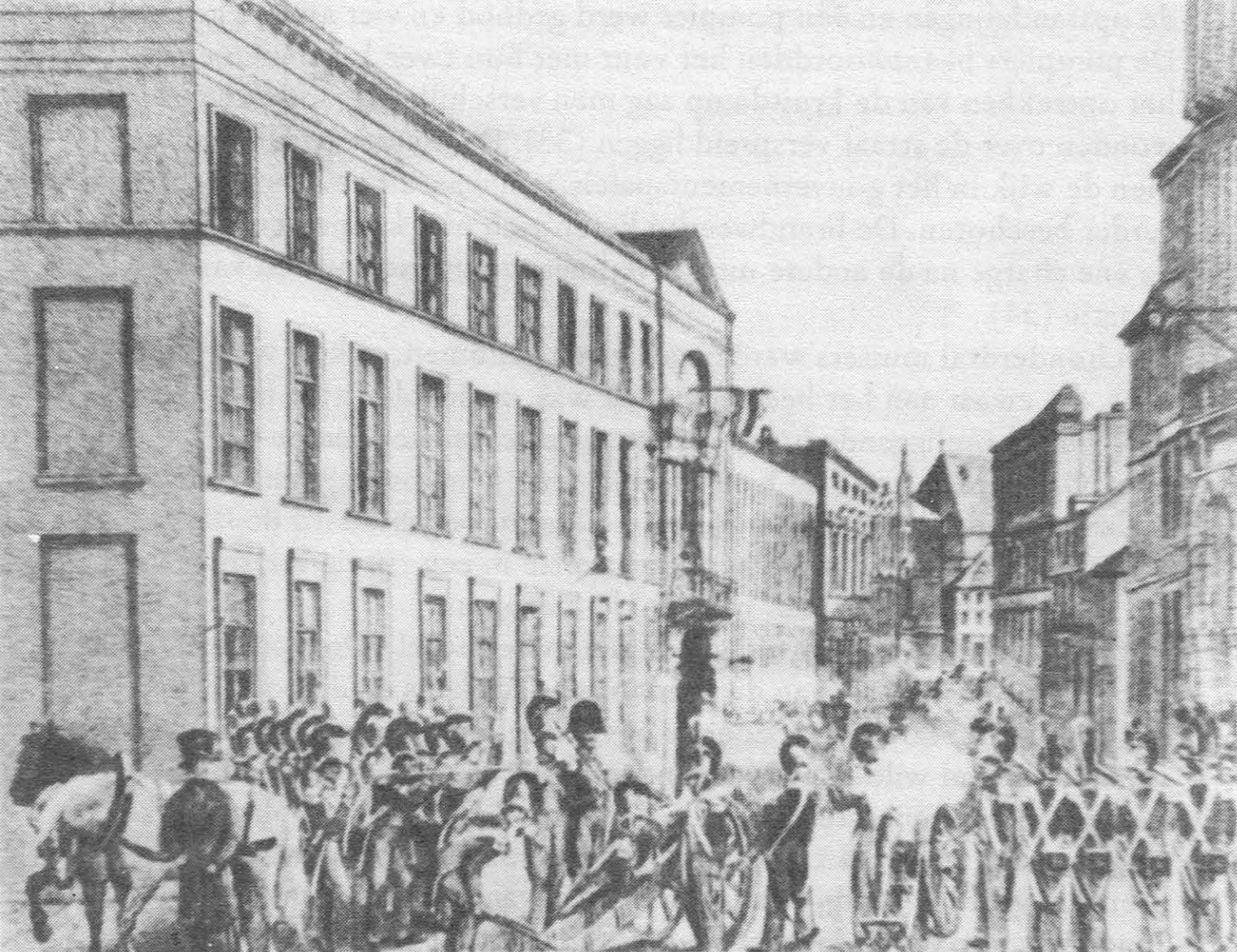
Les pompiers de Gand combattants les rebelles dans la Gouvernementstraat, lors du coup d'état orangiste de 1831 à Gand.

Après la révolution belge et l'indépendance de la Belgique, proclamée le 4 octobre 1830, les corps de volontaires arrivent et prennent la ville dès le 11 octobre, dont les tirailleurs belges-parisiens et la légion belge-parisienne. Ceux-ci accrochent les forces de l'ordre lors de plusieurs escarmouches et les pompiers sont appelés en renfort le 15 octobre par le régence de la ville et le gouverneur de la province de Flandre-Orientale, Hendrik Jacob van Doorn van Westcapelle (nl) afin de réaliser leur mission de maintien de l'ordre public. Le commandant, le major Van de Poele, intervient alors avec 30 hommes et ses deux canons, et engage le combat près de l'église Saint-Nicolas de Gand, faisant plusieurs morts et blessés. A la suite de cela, ils se redéploient sur le Kouter où, après concertation entre les dirigeants, le chef des pompiers se rallie à la cause révolutionnaire et promet de rester désormais dans sa caserne, située dans le château de Gérard le Diable, et de n'obéir qu'aux ordres des volontaires et du gouvernement provisoire de Belgique.
La ville de Gand demeure un bastion orangiste, du nom des partisans du roi des Pays-Bas, Guillaume Ier d'Orange-Nassau, particulièrement dans le milieu bourgeois de l'industrie textile gantoise (nl), qui compose une grande partie du conseil de régence de la ville. Ceux-ci y organisent le coup d'état orangiste de 1831 à Gand, lors duquel les pompiers, restés fidèles au nouveau gouverneur belge, Werner de Lamberts-Cortenbach, combattent les rebelles orangistes dans des affrontements sur la Gouvernementstraat qui font 47 morts dont un pompier. Le commandant du corps, le major Van de Poele parvient à arrêter la troupe de 400 rebelles menée par Ernest Grégoire et Albert De Bast, grâce aux deux canons conservés à la caserne des pompiers. En guise de reconnaissance nationale, le corps des sapeurs-pompiers de Gand reçoit un drapeau d'Honneur avec indiqué, en français, sur une face « Aux sapeurs-pompiers. La Belgique reconnaissante » et, sur l'autre, « Gand 2 février 1831 ». Outre les couleurs belges, on y retrouve les deux canons du corps, entourés de lauriers dorés. Le commandant Van de Pole est nommé colonel, tandis que le lieutenant Benoît Rolliers est nommé capitaine. Ils reçoivent tous deux plusieurs décorations pour leurs actions ainsi que l'équivalence des brevets qui leur donnent les mêmes droits que les officiers de l'armée belge.
En 1848, un incendie se déclare dans la Kortrijkstraat, lors duquel un mur s'effondre, tuant deux sapeurs-pompiers gantois ainsi que deux autres personnes. En 1891, la caserne déménage du château de Gérard le Diable vers une toute nouvelle caserne dédiée spécialement aux pompiers, située au numéro 6 de l'Academiestraat. En 1901, un premier poste avancé est inauguré au Voorhaven (nl). Certaines communes des alentours demandent à signer des conventions avec la ville de Gand afin qu'elles puissent bénéficier de la protection de son service d'incendie, moyennant paiement : Ledeberg est la première à le faire à la fin du 19ee, puis d'autres communes emboîtent le pas en 1902, comme Gentbrugge, Mariakerke, Mont-Saint-Amand et Tronchiennes.
Le 9 janvier 1894 : une partie du bâtiment des établissements Van de Kerckhove s’effondre, faisant sept morts parmi les personnes ensevelies. En 1899, les premiers chevaux apparaissent au service d’incendie pour l'usage de la traction hippomobile des charriots sur lesquels étaient installés les pompes et le matériel de lutte contre l’incendie.

### XXee

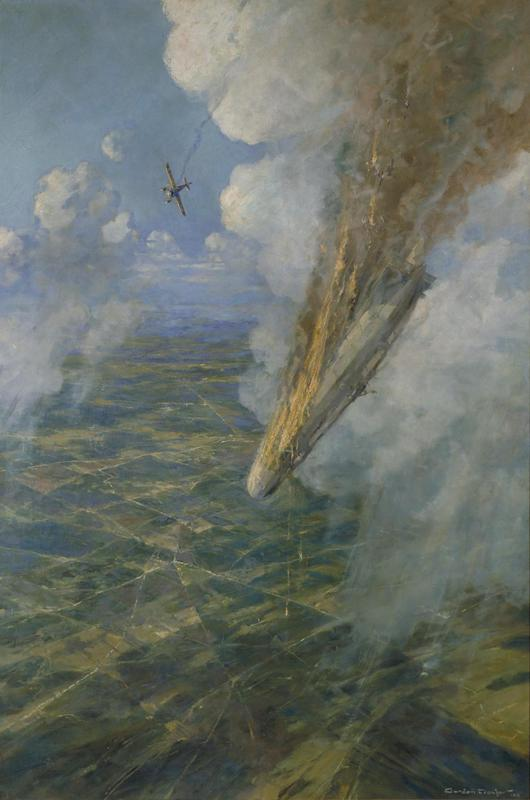
Le Crash du Zeppelin LZ 37 au-dessus de Mont-Saint-Amand, le 7 juin 1915.

Le  11 mai 1907, le conseil communal de la ville de Gand charge le corps des pompiers de leurs premières mission d’aide médicale urgente en leur demandant d’assurer le transport des malades et des blessés vers les hôpitaux.
À l'occasion de l’exposition universelle de 1913 et les pompiers reçoivent leur première autopompe de la marque Dennis. Depuis la Première Guerre mondiale, les pompiers gantois ont adopté le service de 48 heures de travail, remplaçant l'ancien système de trois jours de service suivi d'un jour de repos. 
Le 7 juin 1915, vers 2 h du matin, le zeppelin allemand LZ 37 (en) de la Kaiserliche Marine est abattu au dessus de Mont-Saint-Amand par un Morane-Saulnier L de la Royal Naval Air Service, piloté par Reginald Warneford. Il prend feu et perd des morceaux de son fuselage qui tombent sur Groot Begijnhof Sint-Elisabeth (nl) et tuent une personne au sol. L’aéronef se brise ensuite en deux et sa partie avant s'écrase sur le couvent des sœurs de la Visitation de Notre-Dame, tuant une autre personne et déclenchant un incendie. Huit des neuf membres d'équipage du zeppelin trouvent également la mort lors du crash. 
En 1930, le néerlandais remplace officiellement le français dans le service d’incendie gantois. L'année suivante, le conseil communal décide, lors de sa séance du 7 décembre 1931, de désarmer le corps des pompiers. Les derniers chevaux utilisés pour la traction hippomobile sont retirés du service en 1934. Pendant la Seconde Guerre mondiale, 13 pompiers gantois sont déportés par la Gestapo et 8 ne reviendront jamais. 
Le 21 mars 1961, une centrale d'appel unifié « 900 » est mise en service à Gand. Avec l'augmentation des missions, l'effectif du corps passe de 207 hommes en 1955, à 318 en 1965.

## Liste des chefs de corps
Voici la liste des chefs de corps avec leur date de prise de commandement et leur grade :
- 1808 : Capitaine Caron
- 1814 : Commandant d’Henry
- 1829 : Major Van de Poele
- 1832 : Commandant Maes
- 1873 : Commandant Sadée
- 1878 : Commandant Welsch
- 1911 : Commandant Achtergael
- 1918 : Commandant Galasse
- 1922 : Commandant Van der Beken
- 1938 : Commandant Galasse R.
- 1958 : Commandant De Reuck
- 1978 : Major Windey
- 1984 : Commandant Biebuyck
- 1985 : Colonel Burvenich
- 2000 : Colonel Van De Voorde

## Casernes

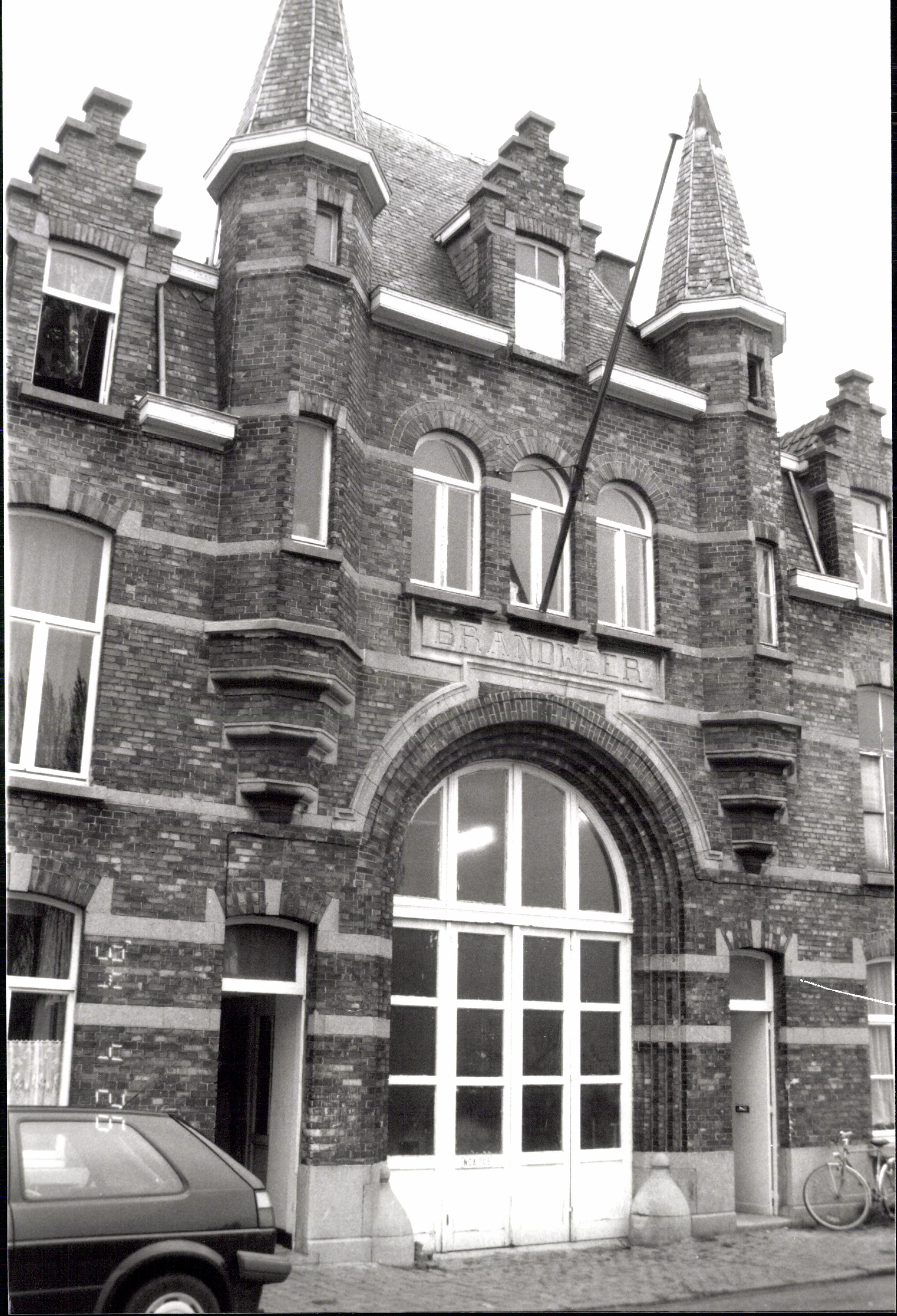
Le poste avancé de la Londenstraat.

## Images

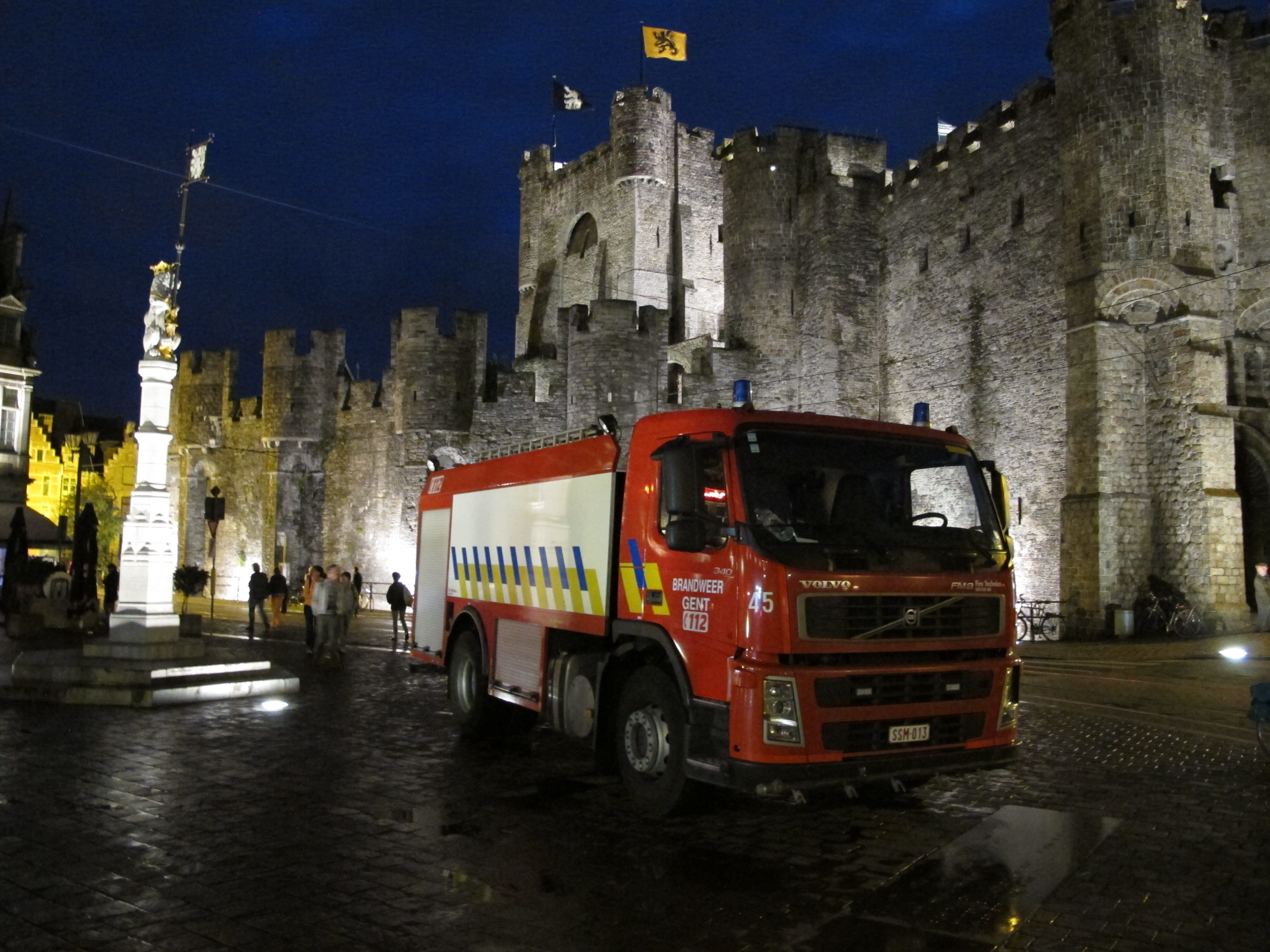
Un camion-citerne devant le château des Comtes de Flandre
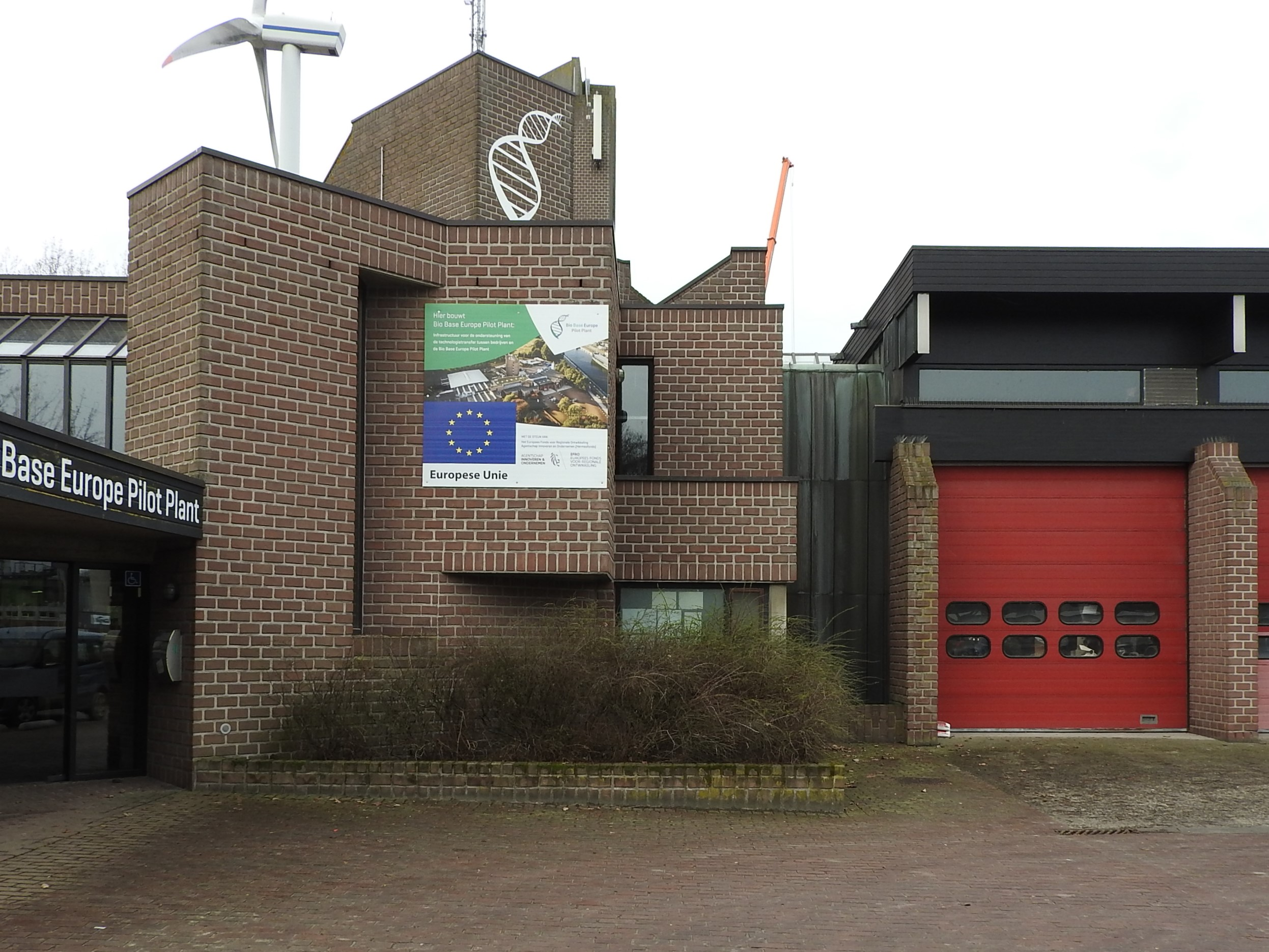
Le poste avancé de la Rodenhuizekaai
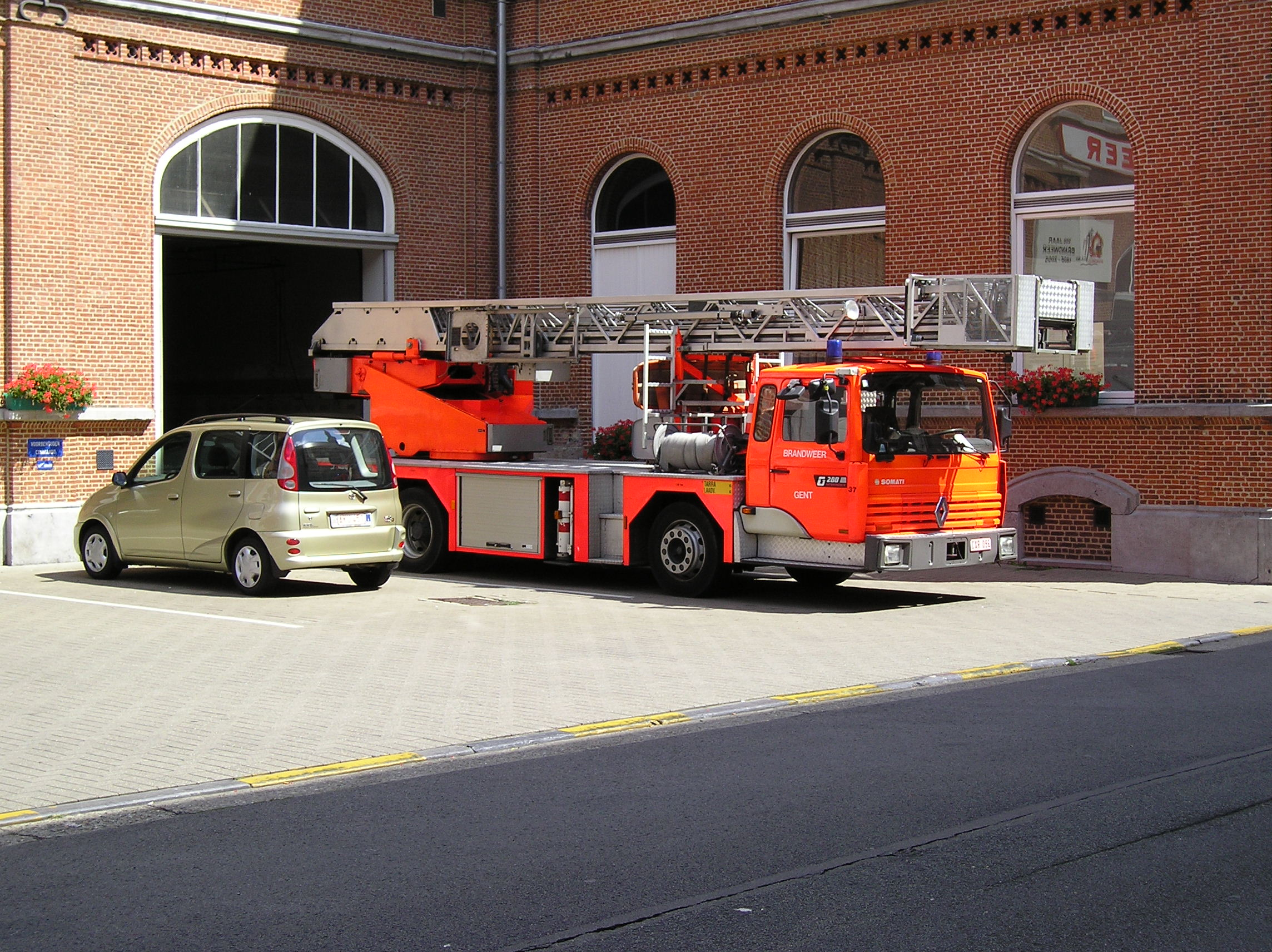
Auto-échelle à la caserne de l'Academiestraat en 2005